# Dornier Do 214
Le Dornier Do 214, mis au point en 1941, est un hydravion à coque géant, comparable par ses dimensions au Blohm & Voss BV 238, le plus lourd et le plus grand avion jamais produit par les forces de l'Axe pendant la Seconde Guerre mondiale.

## Conception

### Göppingen Gö 8
Le Göppingen Gö 8 (en) est un avion à l'échelle 1/5 du Dornier Do 214 qui a servi à vérifier l'aérodynamisme et l'hydrodynamisme du projet final.